# Xã Susquehanna, Quận Juniata, Pennsylvania
Xã Susquehanna (tiếng Anh: Susquehanna Township) là một xã thuộc quận Juniata, tiểu bang Pennsylvania, Hoa Kỳ. Năm 2010, dân số của xã này là 1.250 người.